# Office National des Chemins de Fer

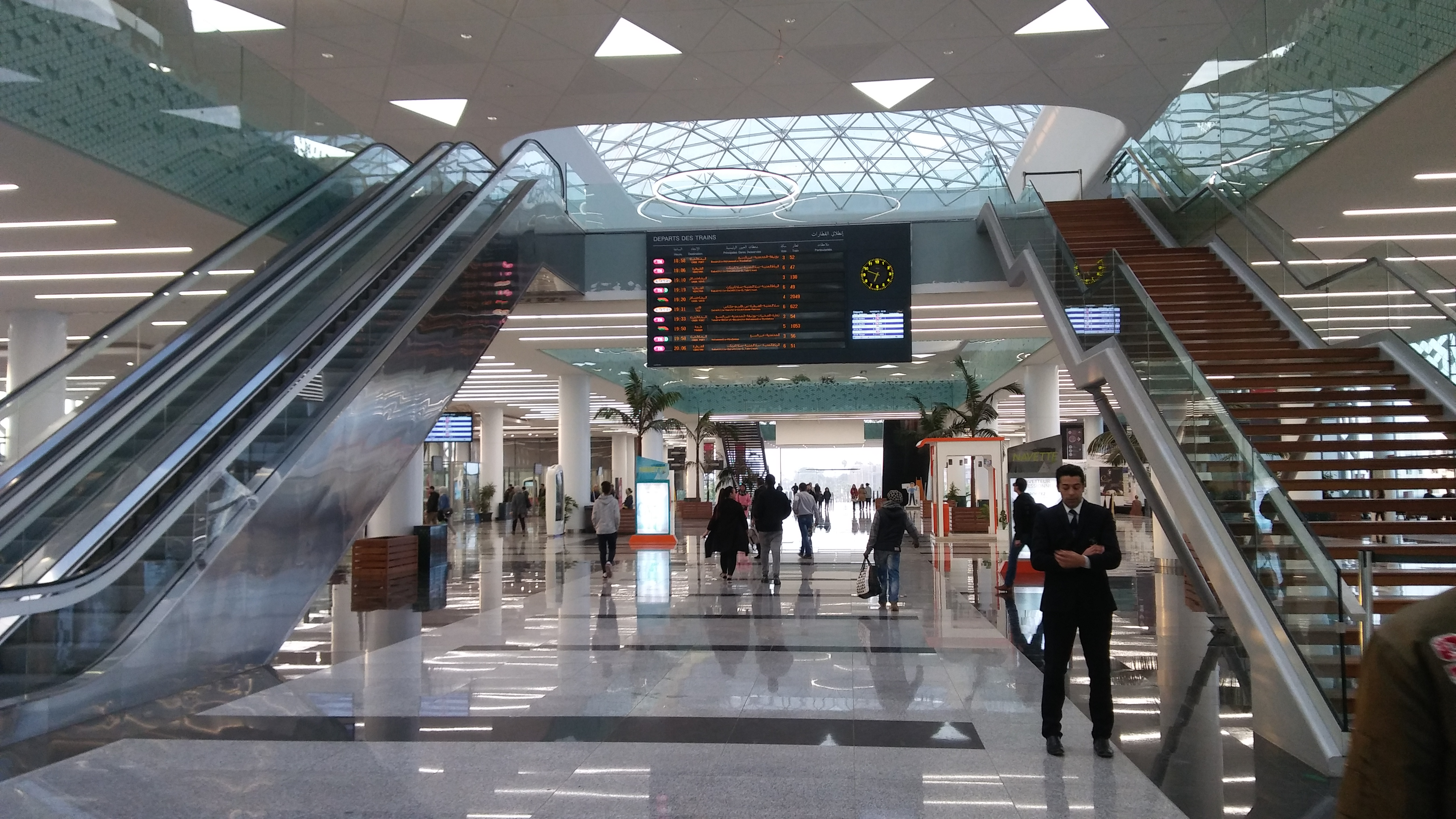
Bahnhof Rabat Agdal. Im Rahmen der Inbetriebnahme des Schnellzuges „Al Boraq“ wurden mehrere Bahnhöfe ausgebaut bzw. neu errichtet.

Office National des Chemins de Fer (kurz ONCF, französisch für Nationales Eisenbahnbüro, arabisch المكتب الوطني للسكك الحديدية, DMG al-Maktab al-Waṭanī li-s-Sikak al-Ḥadīdīya) ist das staatliche Eisenbahnverkehrs- und Infrastrukturunternehmen des Königreichs Marokko. Die ONCF untersteht dem Ministerium für Verkehr, Logistik und Versorgung, sie betreibt den gesamten Personen- und Gütereisenbahnverkehr des Landes sowie das nationale Schienennetz. 7845 Angestellte arbeiten für die ONCF, die vom Generaldirektor Mohamed Rabie Khlie geleitet wird. Es hat seinen Sitz in Rabat-Agdal.

## Geschichte

Karte des Eisenbahnnetzes in Marokko

Die Office National des Chemins de Fer entstand 1963, wenige Jahre nach der Unabhängigkeit von der französischen Kolonialmacht, als Zusammenschluss verschiedener bis dato privat betriebenen Eisenbahngesellschaften:
- Compagnie des chemins de fer du Maroc (CFM)
- Compagnie du chemin de fer du Maroc oriental (CMO)
- Compagnie franco-espagnole du chemin de fer de Tanger à Fès (TF)
- Chemins de Fer de la Méditerranée au Niger (MN)

Seit ihrer Gründung ist die ONCF vollständig im Staatsbesitz. Es ist geplant, den Zugang zum marokkanischen Schienennetz zu liberalisieren. Im Zuge dessen soll die ONCF in eine Aktiengesellschaft (Sociéte Anonyme) umgewandelt werden und den neuen Namen „Société Marocaine des Chemins de Fer“ (SMCF) erhalten. Eine Umsetzung steht bisher noch aus.
Sie ist Mitglied des Internationalen Eisenbahnverbandes (UIC), des Arabischen Eisenbahnverbandes (Union arabe des chemins de fer, UACF) sowie des maghrebinischen Eisenbahnkomitees (Comité du transport ferroviaire maghrébin, CTFM).

## Eisenbahnnetz

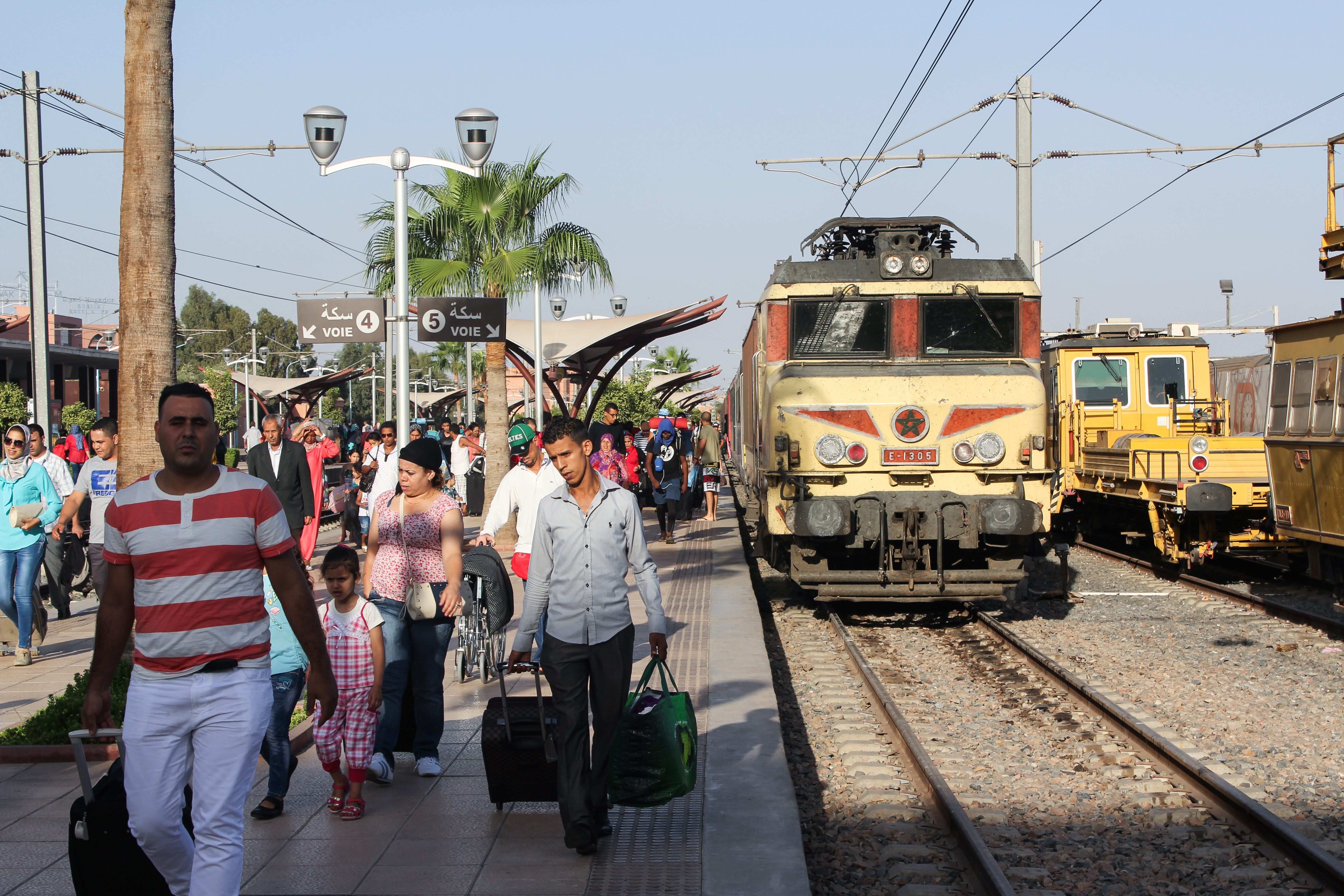
Fahrgäste am Bahnhof von Marrakesch

Das marokkanische Eisenbahnnetz ist relativ zur Größe des Landes nicht besonders stark ausgebaut, es konzentriert sich auf die Bevölkerungsschwerpunkte Marokkos an der Atlantik- und Mittelmeerküste. Die ONCF betreibt das gesamte Schienennetz des Landes, inklusive Güterstrecken zu einzelnen Unternehmen und Produktionsstätten. Das gesamte Schienennetz ist in Normalspur ausgeführt.
2017 betrieb das Unternehmen 3815 Gleiskilometer auf 2295 km Strecke, davon waren 64 % elektrifiziert. Im Güterverkehr wurden 2017 27 Mio. Tonnen transportiert, im Personenverkehr 35 Mio. Passagiere. Die Anzahl der Beschäftigten betrug 7761 Personen.

### Ausbau

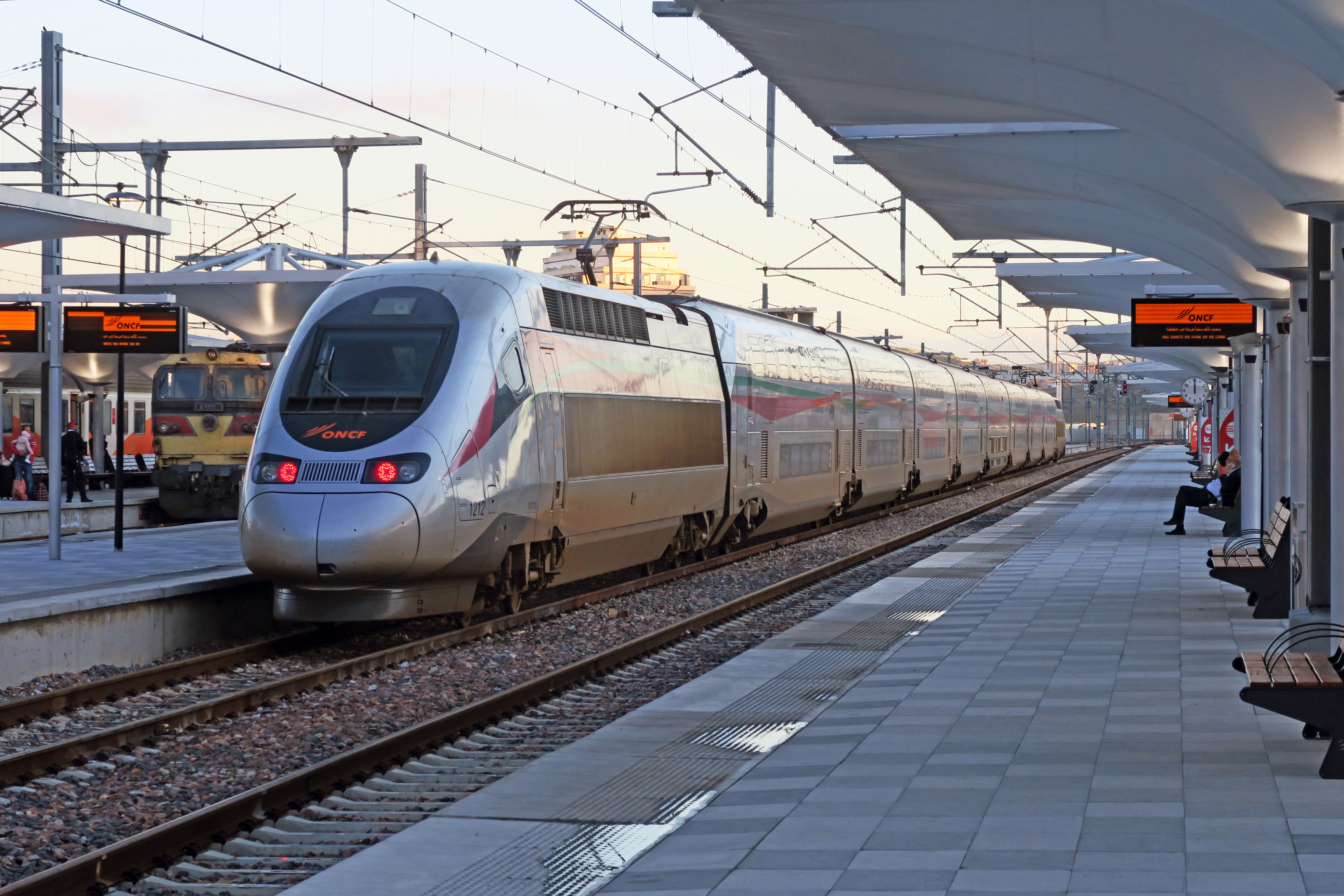
Ein ONCF Alstom RGV2N2 in Tanger

Neben der stetigen Elektrifizierung der Strecke, sind derzeit neue Hochgeschwindigkeitsstrecken geplant bzw. im Bau: von Tanger über Rabat, Casablanca und Marrakesch nach Agadir (siehe LGV Tanger–Kenitra), sowie von Rabat über Fès nach Oujda. Der dreigleisige Ausbau der Strecke Casablanca – Kenitra wurde 2018 abgeschlossen, seit 15. November 2018 ist das erste Teilstück der Schnellfahrstrecke von Tanger bis Kenitra fertiggestellt, Züge der Marke Al Boraq fahren seither zwischen Tanger und Casablanca.

## Betrieb und Rollmaterial
Die ONCF unterscheidet ihre Personenverkehre in vier Typen:
- Trains Grandes Lignes (Tages- wie Nachtfernverkehr)
- Trains Navettes Rapides (Shuttleverkehr zwischen Casablanca und Rabat)
- Transport Urbain (Vorortverkehr im Raum Casablanca)
- Transport Rail-Route (Bus-Anschlussverkehre).

Unter den betriebseigenen Schienenfahrzeugen befinden sich Occasionen aus Beständen der SNCF und Exemplare des TGV Duplex. Insgesamt standen 2017 im Einsatz:
- 230 Lokomotiven
- 585 Passagierwaggons
- 5498 Güterwaggons

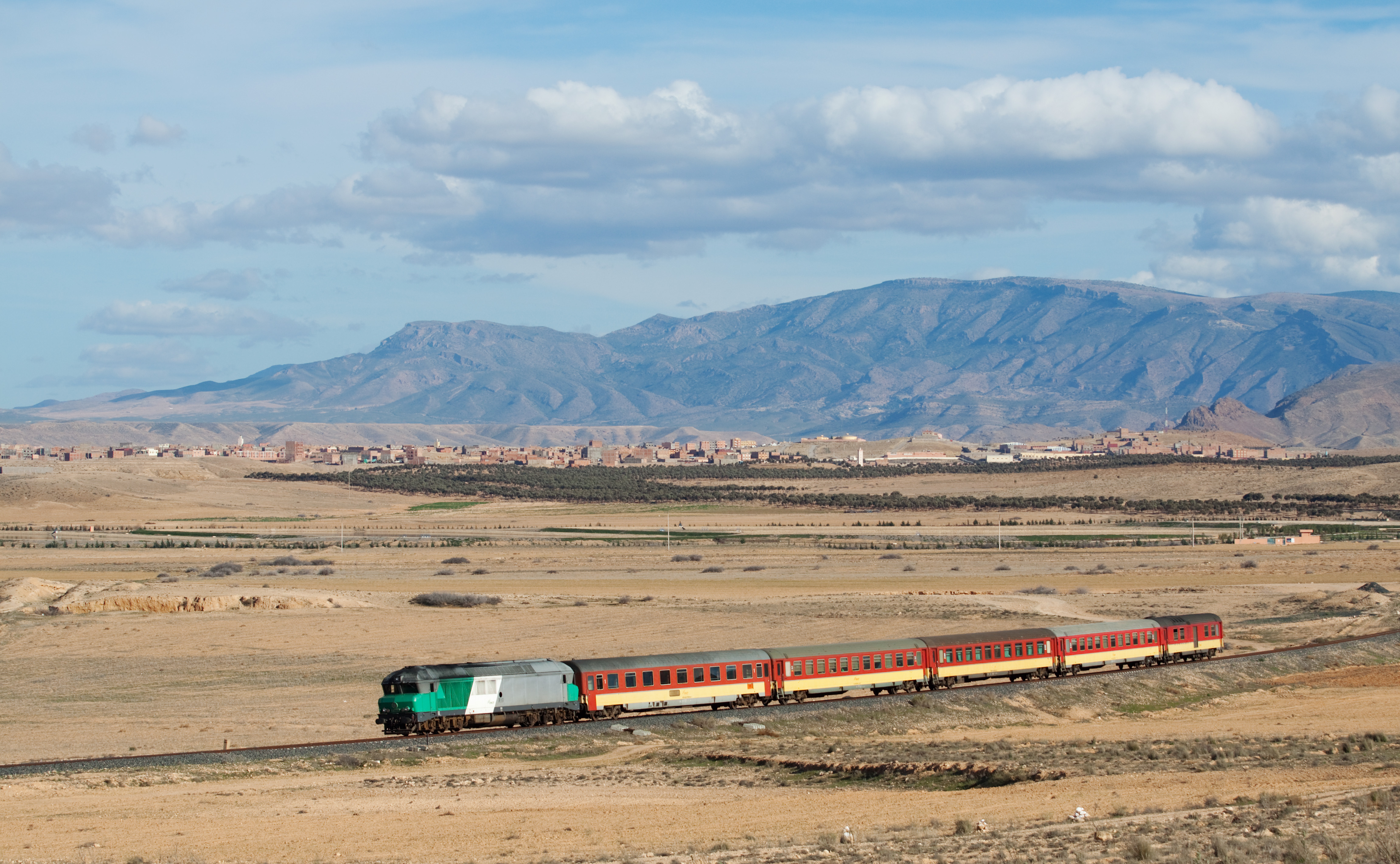
Eine ehemalige SNCF CC 72000, heute als DF 115 im Besitze der ONCF, mit einem Personenzug bei Taourirt
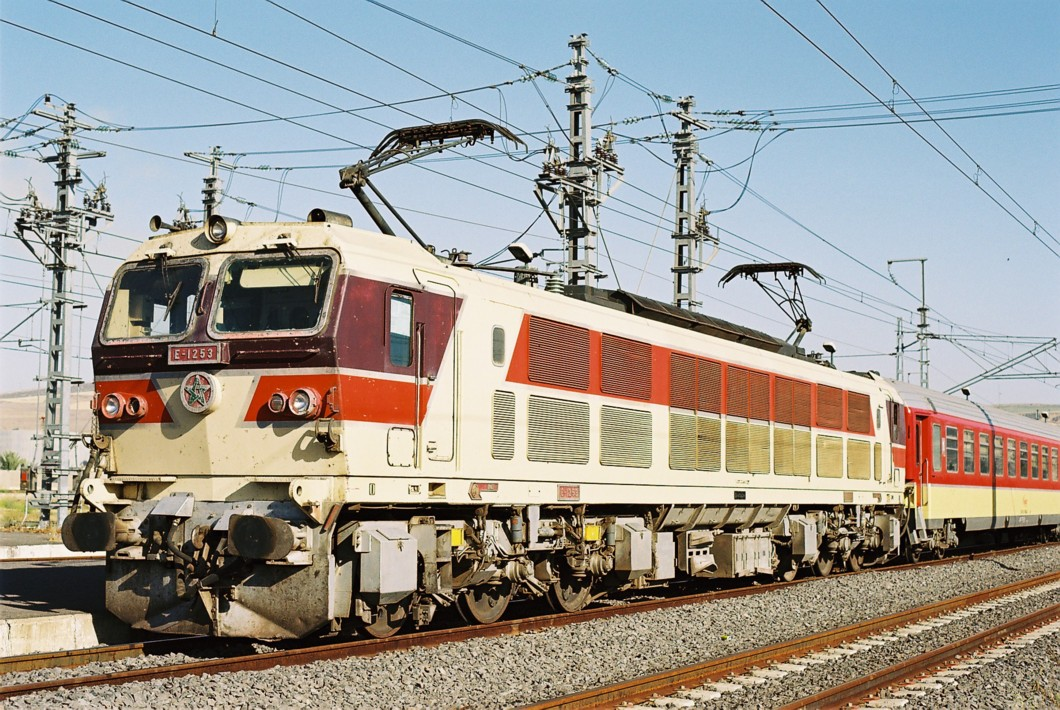
Eine elektrische Lokomotive der Reihe E 1250 bei Sidi Kacem mit einem Personenzug
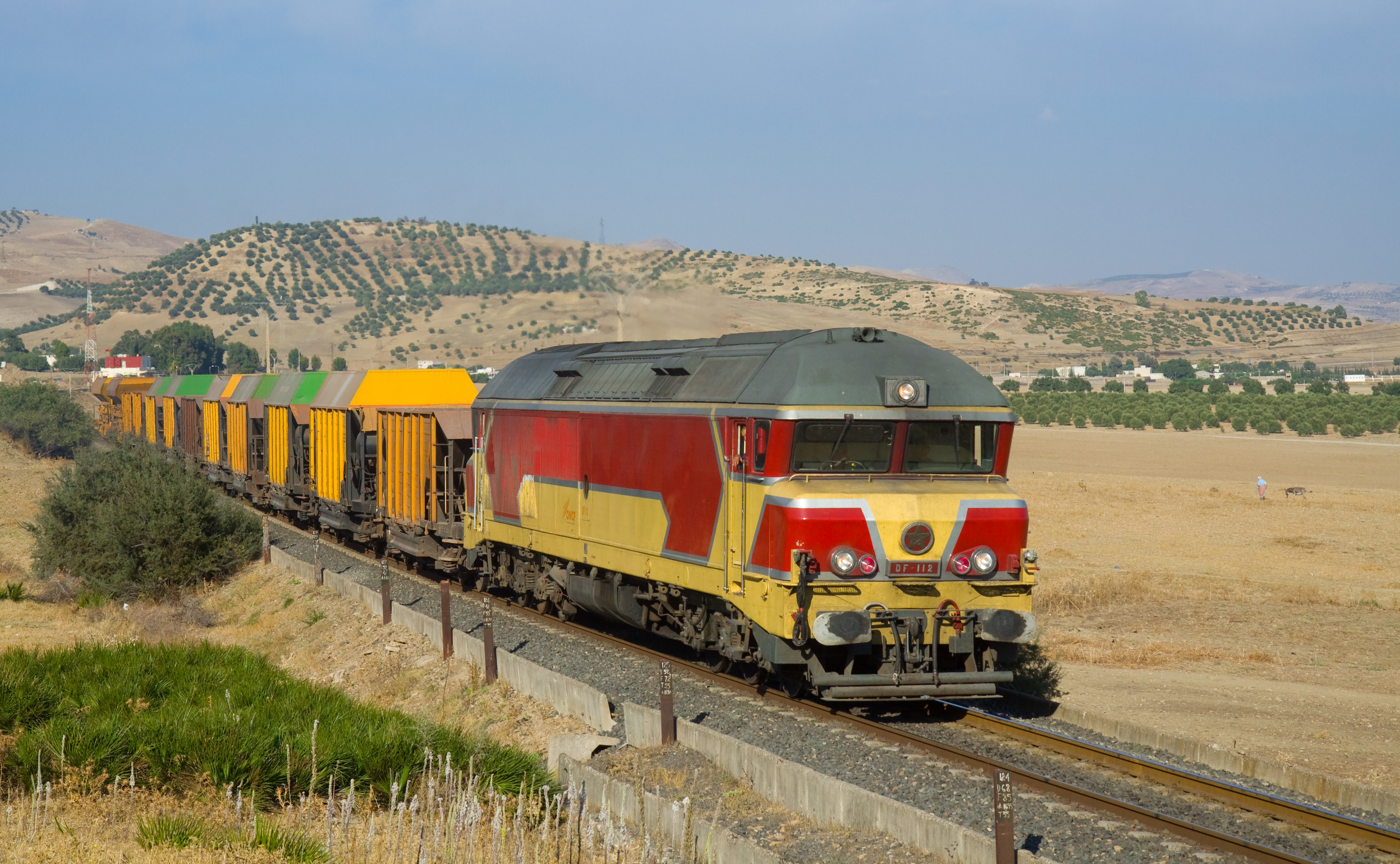
Eine ONCF DF 100 resp. 112 mit einem Schotterzug bei Bab Marzouka
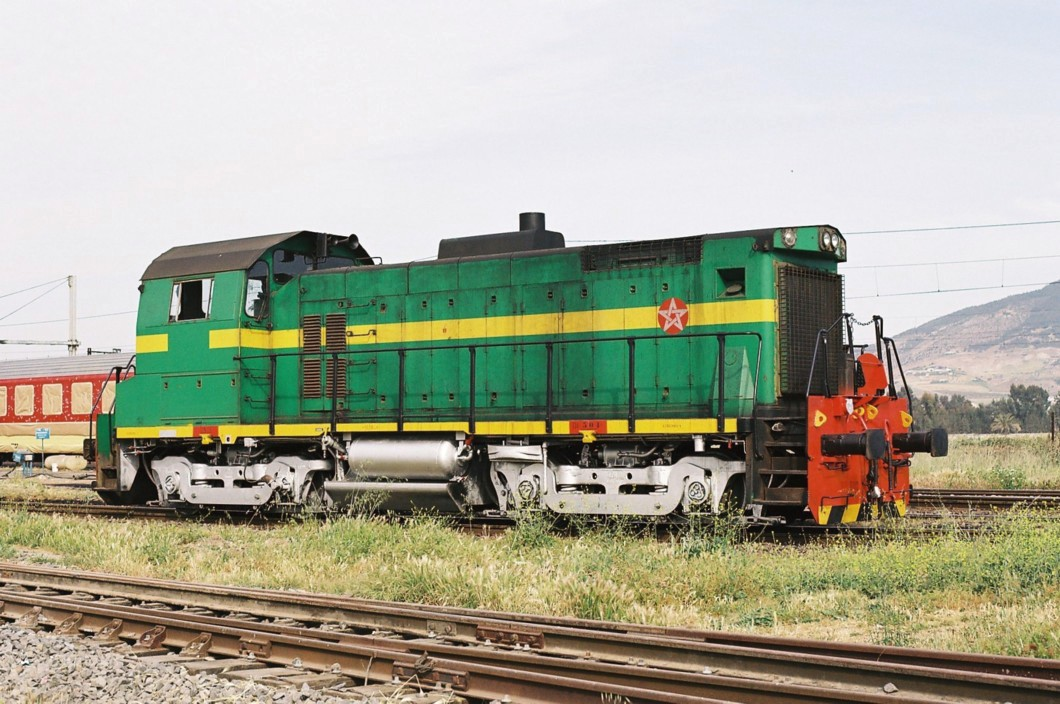
Diesellokomotive DI 500 der ONCF
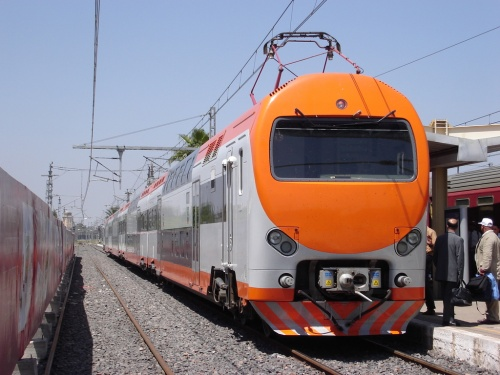
Doppelstöckiger elektrischer Personentriebzug der Reihe ONCF Z2M, baugleich mit dem italienischen Treno Alta Frequentazione